# La Plata Peak
La Plata Peak – szczyt w Górach Skalistych, w paśmie Sawatch. Leży na terenie obszaru chronionego San Isabel National Forest, w stanie Kolorado. Jest to czwarty pod względem wysokości szczyt Gór Skalistych. Jest oddalony o 32 km na południowy zachód od Leadville.
Pierwszego wejścia na szczyt dokonał Ferdinand Hayden wraz z towarzyszami 26 lipca 1873 r.